# Carlitos Balá
Carlos Salim Balaá (Buenos Aires, 13 de agosto de 1925-Buenos Aires, 22 de septiembre de 2022), conocido popularmente como Carlitos Balá, fue un humorista, actor, músico y presentador argentino. Con más de sesenta años de trayectoria artística, en su mayoría dedicada al show infantil, realizó espectáculos en radio, televisión, cine, circo y teatro. Sus comienzos fueron en la radio y luego en televisión en La revista dislocada, junto a Délfor Dicásolo. Formó parte del trío «Balá, Marchesini y Locati».

## Biografía
Nació en el barrio de Chacarita. Vivió los primeros años de su vida en Olleros 3951, en un inmueble histórico conocido como la Casa Amarilla. Su padre era de origen sirio y su madre, de origen croata. Su hermana menor Norma lo incentivó a que hiciera teatro; incluso quiso que participara en una obra de la escuela, pero Carlitos era muy tímido. No obstante, hacía bromas en los colectivos de la línea 39 de Chacarita, donde trabajaba para vencer su timidez. 
En sus comienzos participó de un concurso que ganó, bajo el nombre de Carlos Valdez. Su padre estaba escuchando la radio cuando salió ganador pero no lo reconoció porque Carlitos había cambiado su apellido por miedo a que lo retaran. Ya enterado de que había ganado y de que su padre no sabía que era él, decidió cambiar y llamarse Carlos Balá, manteniendo la similitud con su verdadero apellido. Luego se decidió a incursionar en la radio, donde interpretó a un personaje muy nervioso que hizo reír desde el primer día.
En los años previos a la televisión por cable, tuvo un programa semanal que triunfó en el entretenimiento infantil junto con El Capitán Piluso de Alberto Olmedo y El circo de Marrone, de José Pepitito Marrone.
Fue hincha del club de fútbol Chacarita. En varias oportunidades se colocó una bandera en las tribunas del estadio de dicho club con la cara de Balá. Fue tentado por varias agrupaciones del club para presentarse como presidente en las elecciones, pero él se negó siempre y de manera rotunda porque creía que el club no lo necesitaba en ese momento. En noviembre de 2018, a pedido del club, el artista Jorge Pagliano pintó un mural con la imagen de Carlitos sobre un paredón del estadio de Chacarita.

Chacarita es mi barrio y mi club. Es decir que Chacarita es mi vida. Mis orígenes están ahí, como lo están mi infancia, mi adolescencia y mi juventud. Gracias a los que realizaron este mural, es maravilloso, y gracias para la gente del club. Estoy muy emocionado, porque me han hecho recordar lo que significa Chacarita para mí.
Carlitos Balá

A mediados de la década de 1950, cerca de cumplir los treinta años de edad, conoció a Martha Venturiello, de dieciocho, con quien tuvo un noviazgo de siete años hasta su casamiento en 1962. Al poco tiempo, tuvieron dos hijos, Laura y Martín. Permanecieron juntos durante casi setenta años, desde 1955 hasta su fallecimiento. Afirmó en varias oportunidades que ella era su amor «para toda la vida».

## Fallecimiento
El 22 de septiembre de 2022 falleció a los 97 años de edad, tras ser internado en el Sanatorio Güemes, ubicado en el barrio de Palermo, luego de sufrir un cuadro de hipotensión.  Al día siguiente, sus restos fueron velados en la Legislatura de la Ciudad Autónoma de Buenos Aires con la asistencia de familiares, amigos, colegas y admiradores. El 24 de septiembre, ante una multitud, se realizó su funeral y sepelio en el Panteón de Actores del Cementerio de la Chacarita.

## Carrera artística

### Inicios
En 1955 hizo su debut profesional, siendo contratado por Délfor Dicásolo para formar parte del equipo de La revista dislocada, un exitoso programa de humor transmitido por Radio Splendid que fue considerado como un «semillero» de artistas.
Tras un desacuerdo con Dicásolo en 1958, integró un trío cómico junto a Jorge Marchesini y Alberto Locati protagonizando Los tres..., por Radio El Mundo, con la locución del periodista Antonio Carrizo. El trío adquirió una gran popularidad y participó en El show de Andy Russell. Luego protagonizaron ¡Qué plato!, y estuvieron juntos hasta 1960. Posteriormente, cada uno inició su propia carrera de forma individual. Balá logró afirmarse sólidamente en el espectáculo.

### Consagración y popularidad
Comenzó a participar en La Telekermese Musical en Canal 7, también le ofrecieron ser Joe Bazooka y colaboró en el El show de Antonio Prieto y en El show de Paulette Christian. Además, interpretó a su personaje Jacobo Gómez en Radio Splendid. En 1962 participó en Telecómicos, por Canal 9 y en Calle Corrientes, por Canal 7 así como en El show super 9 con Mirtha Legrand y Duilio Marzio. En 1963 debutó en la obra teatral Canuto Cañete, conscripto del siete, y por su gran éxito en Canal 9 lo contrataron para que conduzca su propio ciclo: Balamicina. A fines de ese año filmó la película Canuto Cañete, conscripto del siete.

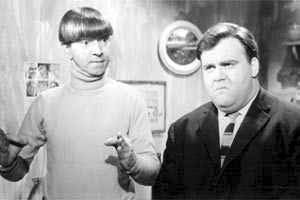
Balá junto al actor Javier Portales en el año 1965.

 En 1964 fue contratado por Canal 13 para protagonizar El soldado Balá, y empezó una larga carrera televisiva durante los años sesenta y setenta con los programas El flequillo de Balá (libro de Aldo Cammarota, con dirección de Mario Faig y Pedro Pablo Bilán), El clan de Balá (libros de Juan Carlos Mesa, Jorge Basurto y Carlos Garaycochea; dirigido por Horacio Parisotto y Manuel Vicente, actuó junto a Adolfo Linvel y Blanca del Prado), Sábados circulares, de Nicolás Mancera, Balabasadas (dirigido por Horacio Parissoto, María Inés Andrés y Martha Reguera), El circus show de Carlitos Balá (con dirección de Luis Weintraub), El circo mágico de Carlitos Balá (dirigido nuevamente por Luis Weintraub, con Carlos Sandor y Carmelo Santiago), y El show de Carlitos Balá, con dirección de Enrique Acosta.
Participó en dieciocho películas de comedia familiar, como Canuto Cañete y los 40 ladrones, ¡Esto es alegría!, Brigada en acción, El tío Disparate, ¡Qué linda es mi familia!, entre otras. En 1979 fue contratado para protagonizar El show de Carlitos Balá, trabajando en el intervenido canal estatal, ATC. Luego realizó varias giras por el interior con el circo.
En 1987, Roberto Fontana lo contrató para ser parte del programa televisivo Sábados de la bondad. Luego fue nuevamente convocado por ATC. Ese mismo año regresó con El show de Carlitos Balá, que ganó un Martín Fierro como mejor programa infantil. 
En 1988 el programa pasó a Canal 2, y ese mismo año realizó una de sus últimas apariciones cinematográficas en Tres alegres fugitivos, de Enrique Dawi.  

### Trabajos posteriores
En 1990 ATC produjo con Carlitos Balá y la troupe de Margarito Tereré un programa que duró poco tiempo en el aire. 
En 1995 protagonizó A jugar con Teddy y Carlitos Balá. Después participó en ciclos como Son de diez y Como vos y yo en el Canal 13.
El 2 de septiembre de 2009 fue invitado al programa Justo a tiempo de Julián Weich emitido por Telefe y prometió donar «el chupetómetro» para que se siguiera la tradición de ayudar a los chicos a dejar el chupete. Él mismo contó que lo tenía en el living de su casa e invitaba a los chicos que dejen su chupete cuando lo visitaban. 
Además, realizó giras con su circo por el interior de Argentina. En 2009 acompañó al payaso Piñón Fijo en su show y en 2011 participó junto a la conductora infantil Laura Panam Franco en el espectáculo Panam y circo como invitado especial.
En 2012 fue parte del numeroso y célebre elenco de Soledad y Larguirucho, película dirigida por Manuel García Ferré y protagonizada por Soledad Pastorutti y Pelusa Suero. 
En 2014 hizo un bolo en Un amor en tiempos de selfies, protagonizada por Martín Bossi.

## Legado

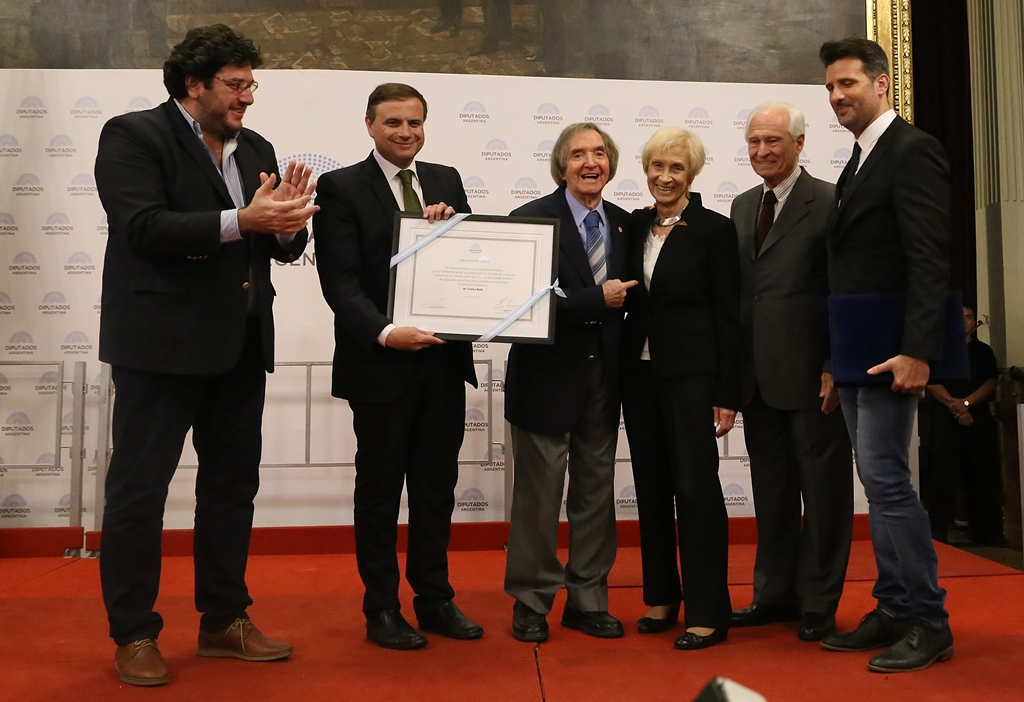
Homenaje a Carlitos Balá en la Cámara de Diputados de la Nación Argentina, octubre de 2017.

El 11 de diciembre de 2009 la Legislatura de la Ciudad Autónoma de Buenos Aires lo declaró Personalidad Destacada de la Cultura.
Ese mismo año, la banda musical Los Auténticos Decadentes lanzó una versión propia del tema Aquí llegó Balá, que fuera usado como cortina durante muchos años del programa El Show de Carlitos Balá. Esta versión contó con la colaboración del propio Balá, cantando al inicio del tema y emitiendo algunas de sus frases y gags más célebres. Por otra parte, Andrés Ciro Martínez, el líder del grupo Los Piojos, bailó con una careta de Carlos Balá en el video de la canción El balneario de los doctores crotos, publicado también en 2009.
El 22 de mayo de 2011 obtuvo un reconocimiento a la trayectoria en los Premios Martín Fierro. Ese mismo año, la línea 39 decidió plotear los vidrios de sus colectivos como regalo a su cumpleaños número ochenta y seis.
En 2016, a los noventa y un años, visitó al papa Francisco en la Ciudad del Vaticano y fue declarado en Roma «Embajador de la Paz». El reconocimiento fue otorgado por la Red Voz por la Paz. Asistieron al evento el ceremoniero pontificio, monseñor Guillermo Karcher, el fundador de la Asociación Civil Payamédicos, José Pellucchi, y el creador de la iniciativa solidaria, Odino Faccia.
En abril de 2017, la Legislatura porteña lo declaró Ciudadano Ilustre, otorgándole un diploma y celebrando un acto especial en el Salón Dorado. En octubre, en una ceremonia de homenaje realizada en la Cámara de Diputados de la Nación Argentina, fue distinguido con una Mención de Honor en reconocimiento a su destacada y extensa carrera como artista.
Ese mismo año, fue también homenajeado durante la décima segunda edición del certamen de baile televisivo Bailando por un sueño, segmento principal de Showmatch, programa de la televisión argentina con gran impacto mediático. La celebración fue realizada por Jey Mammón en la ronda Homenajes del concurso. Al finalizar fue presentado en el estudio nombrado en su honor.

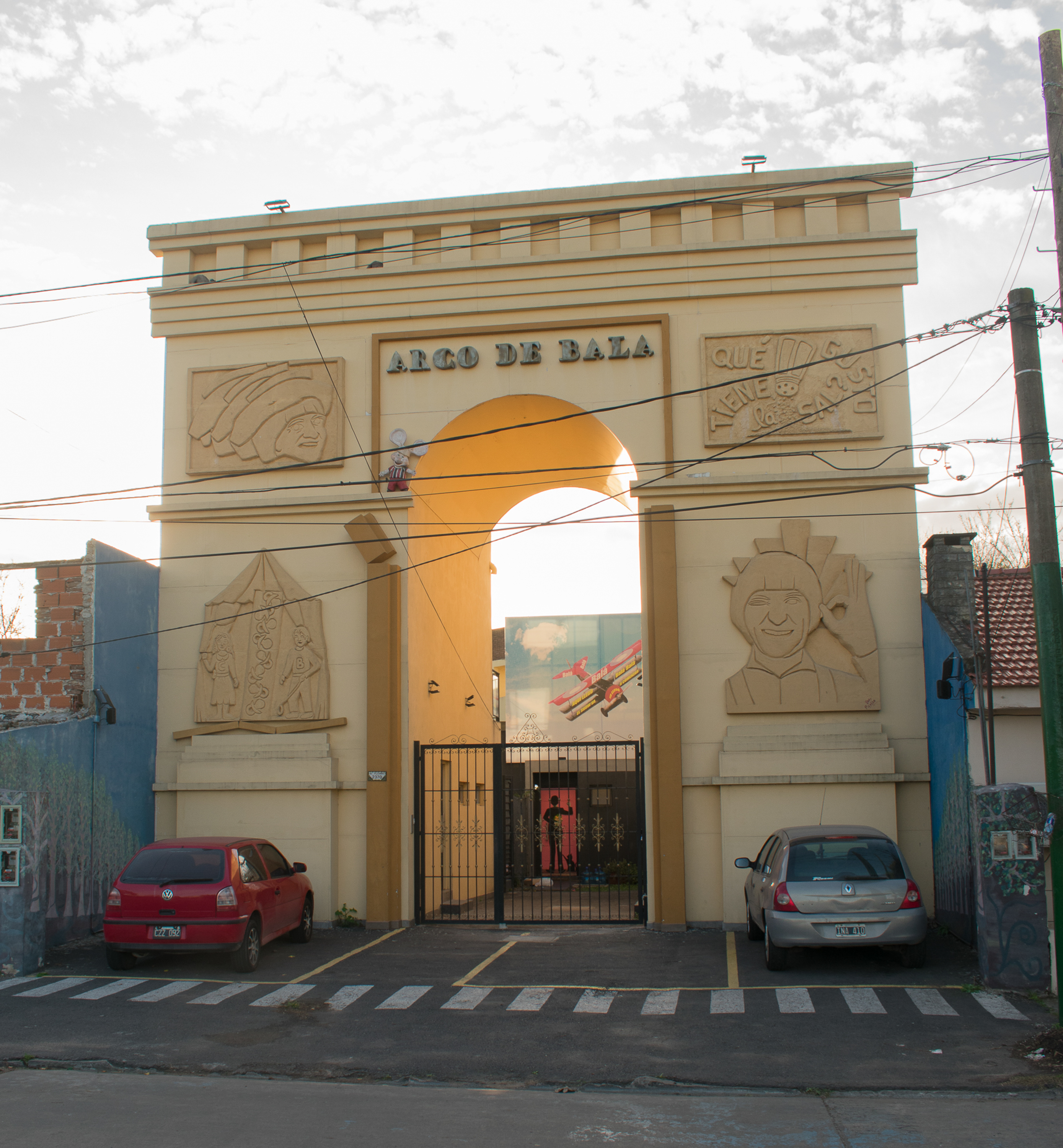
Arco de Balá, réplica del Arco de Triunfo de París en homenaje a Balá.

En marzo de 2019, en el barrio Alberti de Ituzaingó, en Fleming y Bruselas, el arquitecto Rubén Díaz inauguró la obra Arco del Triunfo de Carlitos Balá. Ese mismo año, Panam le dedicó el Martín Fierro, por la participación de Balá en videos musicales de su programa y de sus obras de teatro, que en 2020 se seguían emitiendo.
En 2020, para su cumpleaños número noventa y cinco, durante la pandemia de COVID-19 que provocó el confinamiento internacional, varios referentes del mundo infantil lo homenajearon con un video que repasaba las frases célebres y trayectoria del animador.
Fue ampliamente reconocido como un verdadero ícono de la cultura popular, del humor y de la televisión argentina por haber marcado a varias generaciones a lo largo de más de sesenta años de trayectoria artística.

## Gags
Su marca registrada fue su flequillo, y sus «frases celebérrimas» (muy pegadizas), que él repitió en gags:
- P: ¿Qué gusto tiene la sal? R: ¡Salado![33]
- «Ea-ea pe-pé»[34]
- P: Y, dígame... R: Meee... (imitando el sonido de una oveja).
- «Sumbudrule» (también conocido por algunos como «Sucutrule»; mientras inadvertidamente colocaba su mano por detrás de la nuca de sus oponentes como una araña, en señal de burla o disgusto, aunque sin posarla sobre su cabeza).
- P: El chupete es... R: ¡Feo! (diálogo con los niños que asistían a su programa, que ayudó a muchos a dejar el chupete).
- «¡Mirá cómo tiemblo!» (ante un enemigo que en realidad era temible, extendía sus brazos hacia adelante y agitaba sus manos como si fueran dos banderas agitadas fuertemente por el viento).
- «¿Mamá, cuándo nos vamo' ?» (caracterizado como niño, indicando aburrimiento, a la actriz que personificaba a su madre).
- «¿Un gestito de idea?»
- «Fabulósico» (y palabras de forma similar terminadas en «-ósico» o en general esdrújulas inventadas a partir de palabras graves).
- «Está un kilo y dos pancitos».
- «Más rápido que un bombero».
- «Seriola [modo de afirmación irónica inventado por él mismo] con techito por si llueve».
- «Za-za-za za-za-za» (forma de reírse en vez de «Jajaja jajaja»).
- «Te pasaste, Petronilo, pegá la vuelta». (Habitualmente seguida por «La Argentina te queda chica, te hacen falta dos números más»).
- «Señoras, señores y por qué no lactántricos [deformación de la palabra «lactantes»], tengan ustedes muy buena imagen» (La frase incluye una versión específica de la creación de neologismos esdrújulos).
- «Ya mismo y sin cambiar de andén».
- P: Ta-ta-ta-ta-tá... R: ¡Ba-lá!
- «Quédese tranquilo y duerma sin frazada».
- «Riñones» (mientras con el índice se tocaba la cabeza dándose aires de inteligente).
- «¡Qué lindo!...» (mientras inclinaba la cabeza).
- «Pero escúcheme una situación, señor» (cuando discute con alguien y quiere explicarse).
- «¡Pero ves que no se le puede dar confianza!».
- «ATC [en referencia al canal donde se emitía su show, antes llamado Argentina Televisora Color o por sus siglas, ATC] y no se desate» (cuando invitaba al público a que vuelvan a verlo por ese canal, como si ATC fuera el verbo «atarse» en imperativo: «Átese y no se desate»).
- Cuando le decían «¡Idiota!», respondía «¡Pero limpito!».
- «Observe y saque fotocopia».
- «El movimiento se demuestra andando...pues andemos».

En la televisión desarrollaba un sketch con un «amigo invisible», el perrito Angueto, quien supuestamente lo arrastraba a su antojo, mientras él exclamaba: «Angueto, ¡quedate quieto!». El perro invisible era simbolizado con un círculo rígido unido a una vara, que representaban collar y correa. Balá llevaba este conjunto apuntando hacia adelante y a unos 25 cm del suelo para simular que daba un paseo con el supuesto perro. Además, aparentaba que lo acariciaba o lo cargaba, como si interactuara con un perro que solamente él veía. 
También hizo famosas bromas telefónicas, el trío acrobático Los Malerva, los personajes Miserio, El Indeciso, Petronilo (un paisano ingenuo que tras ser engañado por un estafador callejero y aun creyéndose beneficiado por la fortuna remataba: «Petronilo, la Argentina te queda chica, te hacen falta dos números más»), El mago Mersoni (al que los trucos siempre le salían mal) y Don Generoso, un estereotipado judío del barrio de Once que preguntaba el precio de algún artículo diciendo: «¿cuánto doile?». En El flequillo de Balá, dicho personaje se llamó Jacobo Gómez. Otro de los personajes más reconocidos de ese programa aparecía en el sketch que hacía junto a Juan Carlos Calabró: El Hombre de Buenos Aires, que podía presentarse vestido de bombero, deshollinador u otra profesión, explicando lo que hacía. Además, por medio de un singular uso del lenguaje, contaba una anécdota que no llevaba a nada.

## Filmografía

### Cine
| Año  | Título                                     | Papel                   |
| ---- | ------------------------------------------ | ----------------------- |
| 1963 | Canuto Cañete, conscripto del siete        | Canuto Cañete           |
| 1964 | Canuto Cañete y los 40 ladrones            | Canuto Cañete           |
| 1965 | Canuto Cañete, detective privado           | Canuto Cañete           |
| 1967 | La muchachada de a bordo                   | Roquette                |
| 1967 | ¡Esto es alegría!                          | Cepillo                 |
| 1968 | Somos los mejores                          | Viceversa               |
| 1976 | Dos locos en el aire                       | Soldado                 |
| 1977 | Brigada en acción                          | Carlos Firulo           |
| 1978 | El tío Disparate                           | Carlos Samprieto        |
| 1979 | Las locuras del profesor                   | Profesor Sócrates Pérez |
| 1979 | La carpa del amor                          | Carlitos                |
| 1979 | Vivir con alegría                          | Policía                 |
| 1980 | Locos por la música                        | Carlos Palomino         |
| 1980 | ¡Qué linda es mi familia!                  | Carlitos                |
| 1981 | Cosa de locos                              | Rehén                   |
| 1983 | Un loco en acción                          | Carlitos / Charly Bonex |
| 1987 | Los matamonstruos en la mansión del terror | Comisario Fierro        |
| 1988 | Tres alegres fugitivos                     | Carlitos                |
| 2012 | Soledad y Larguirucho                      | Salesman                |

- Nota: En sus tres primeras películas Carlitos incluyó en el guion la participación de unidades de la legendaria marca automotriz Auto Union, promocionando así sus vehículos en la Argentina de los años 60.

### Televisión
| Canal                | Título                            | Papel         |
| -------------------- | --------------------------------- | ------------- |
| TV Pública           | El show de Andy Russell           | Carlitos Balá |
| TV Pública           | ¡Qué plato!                       | Carlitos Balá |
| Telefe               | Susana Giménez                    | Carlitos Balá |
| TV Pública           | La telekermese musical            | Carlitos Balá |
| TV Pública           | El show de Antonio Prieto         | Carlitos Balá |
| TV Pública           | El show de Paulette Christian     | Carlitos Balá |
| Canal 9              | Telecómicos                       | Carlitos Balá |
| Canal 9              | El show super 9                   | Carlitos Balá |
| Canal 9              | Balamicina                        | Carlitos Balá |
| Canal 13             | Balabasadas                       | Carlitos Balá |
| Canal 13             | El soldado Balá                   | Carlitos Balá |
| Canal 13             | El clan de Balá                   | Carlitos Balá |
| Canal 13             | El flequillo de Balá              | Carlitos Balá |
| TV Pública y América | El show de Carlitos Balá          | Carlitos Balá |
| Canal 9              | Sábados de la bondad              | Carlitos Balá |
| Canal 13             | El circus show de Carlitos Balá   | Carlitos Balá |
| Canal 13             | El circo de Carlitos Balá         | Carlitos Balá |
| TV Pública           | A jugar con Teddy y Carlitos Balá | Carlitos Balá |
| Canal 13             | Son de diez                       | Carlitos Balá |
| Canal 13             | Como vos y yo                     | Carlitos Balá |
| Telefe               | Polémica en el bar                | Carlitos Balá |
| TV Pública           | Juventud acumulada                | Carlitos Balá |
| Telefe               | Quién quiere ser millonario       | Carlitos Balá |

## Discografía
- 1971: El Circus Show de Carlitos Balá - ODEON POPS
- 1973: El show de Carlitos Balá - EMI ODEON
- 1975: El especial de Balá - MICROFON ARGENTINA S.A.
- 1976: Papá Balá - MICROFON ARGENTINA S.A.
- 1977: Y qué gusto tiene la sal? - MICROFON ARGENTINA S.A.
- 1978: Un paseo por La Boca - MICROFON ARGENTINA S.A.
- 1978: Ganó la bandera - MICROFON ARGENTINA S.A.
- 1978: Los grandes éxitos de Carlitos Balá - MICROFON ARGENTINA S.A.
- 1979: El show de Carlitos Balá - MICROFON ARGENTINA S.A.
- 1979: Aquí llegó Balá - MICROFON ARGENTINA S.A.
- 1980: Cantemos en familia - MICROFON ARGENTINA S.A.
- 1980: Un gestito de idea - MICROFON ARGENTINA S.A.
- 1980: Los marineritos - EMI ODEON
- 1981: Felicidad empieza con fe - MICROFON ARGENTINA S.A.
- 1981: 3 minutos de alegría - MICROFON ARGENTINA S.A.
- 1982: Mi corazón late feliz - MICROFON ARGENTINA S.A.¨
- 1987: Aquí llegó Balá - MICROFON ARGENTINA S.A.
- 1995: 20 super éxitos - MICROFON ARGENTINA S.A.
- 1997: Los éxitos de Carlitos Balá - SONY MUSIC ENTERTAINMENT ARGENTINA S.A.
- 2002: Aquí llegó Balá! - SONY MUSIC
- 2008: Lo mejor de mi repertorio - SONY BMG MUSIC ENTERTAINMENT ARGENTINA S.A.
- 2011: Las más lindas canciones de Carlitos Balá - PROEL MUSIC